# Royal and Ancient Golf Club of St Andrews
Le Royal and Ancient Golf Club of St Andrews est un des plus anciens clubs de golf du monde, le plus ancien étant le Honourable Company of Edinburgh Golfers de Muirfield. Il est établi à St Andrews, dans le comté de Fife en Écosse, considéré dans le monde comme la « maison du golf ». Auparavant, le club était également une des autorités assurant la réglementation de ce sport, mais depuis 2004 ce rôle a été transmis à un groupe nouvellement formé de sociétés connues sous le nom collectif de « The R&A ».

## Histoire

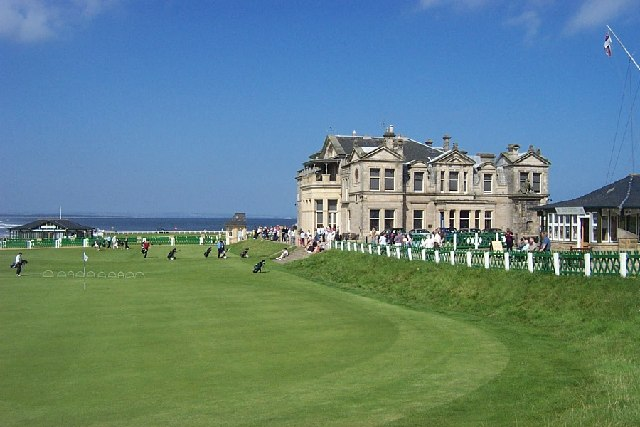
Royal and Ancient St Andrews

Le club a été fondé en 1754 sous le nom de Société des golfeurs de St Andrews, club local jouant au St Andrews Links, et il gagna rapidement en renommée.

## Le R&A
Le R&A est l’autorité réglementaire du golf dans le monde entier à l’exception des États-Unis et du Mexique où cette responsabilité incombe à l’Association de golf des États-Unis (en anglais, United States Golf Association – USGA).

## Compétitions
Le R&A organise onze tournois et rencontres internationales, dont :
- Le British Open de Golf, un des quatre championnats majeurs dans le golf messieurs
- Le Championnat Amateur, qui était un des quatre tournois majeurs avant que le golf professionnel ne devienne prépondérant.  Actuellement, il s’agit toujours d’un des plus prestigieux tournois amateurs dans le monde

## Le club de golf actuel
Le Royal and Ancient Golf Club de St Andrews est désormais revenu au statut de simple club de golf.  Il compte 2 400 membres  dans le monde entier.  Bien que le clubhouse soit situé directement derrière le premier tertre de départ (tee) de l’Old Course, le R&A ne possède en propre aucun des parcours de St Andrews, contrairement à ce qu’on pense souvent.  En fait, le club doit partager ses heures de départ (et donc l’occupation du parcours) avec les membres d’autres clubs locaux, les résidents et les visiteurs.  La responsabilité pour la gestion des parcours est confiée au St Andrews Links Trust, une organisation de bienfaisance qui possède et exploite tous les parcours relevant du St Andrews Links à St Andrews.